# Марш пінгвінів
«Марш пінгвінів» (фр. La Marche de l'empereur) — французький повнометражний документальний фільм про природу 2005 року спільного виробництва Bonne Pioche і Національного географічного товариства режисера та співавтора Люка Жаке. Документальний фільм показує щорічну мандрівку імператорських пінгвінів Антарктидою. Восени всі пінгвіни, здатні до розмноження (п'ять років і старше), залишають океан, який є їхнім звичайним середовищем існування, щоб йти вглиб країни до своїх родових гніздівель. Там пінгвіни беруть участь у залицяннях, в разі успіху з'являється пташенята. Щоб пташеня вижило, обоє батьків повинні зробити кілька важких подорожей між океаном і місцем розмноження протягом наступних місяців.
Знадобився один рік, щоб оператори Лоран Шале та Жером Мезон, які працювали окремо, зняли документальний фільм. Знімання відбувалося навколо французької наукової бази Дюмон-Дюрвіль на Землі Аделі.
Buena Vista International випустила фільм у Франції 26 січня 2005 року, а в США — Warner Independent Pictures 24 червня 2005 року. 2006 року стрічка стала володарем «Оскара» як найкращий документальний фільм. 1 червня 2010 року у Франції відбувся реліз для домашніх медіа, який був включений в колекцію Disneynature. 2007 року вийшло продовження «Ведмедик на півночі», світові касові збори якого склали лише 1,8 мільйона доларів. За сприяння Disneynature у Франції у 2017 році випустили пряме продовження «Марш пінгвінів 2: Наступний крок». У США воно вийшло на Hulu 23 березня 2018 року.

## Тема
Імператорські пінгвіни використовують певне місце для розмноження, яке знаходиться на льоду та залишається твердим цілий рік для уникнення небезпеки, що лід стане занадто м'яким і не зможе витримати колонію, яка існує. Наприкінці антарктичного літа місце розмноження знаходиться всього в кількох сотнях метрів від відкритої води, де пінгвіни можуть харчуватися. Однак до кінця зими місце розмноження віддаляється на відстань понад 100 кілометрів (62 милі) від найближчої відкритої води. Щоб дістатися до неї, всі пінгвіни, здатні до розмноження, повинні подолати цю величезну відстань.
Пінгвіни практикують періодичну моногамію протягом кожного сезону розмноження. Самиця відкладає одне яйце, щоб пташеня вижило необхідна участь обох батьків. Після того як самиця відкладає яйце, вона переносить його на ноги самця, уникаючи будь-якого впливу, оскільки сильний холод може вбити ембріон, який розвивається. Самець піклується про нього, щоб нагодувати себе та отримати надлишок їжі для годування пташеня самиця повертається до моря, яке тепер ще далі. До цього самиця не їсть два місяці, коли покидає місце висиджування її маса тіла зменшується втричі.
Протягом двох місяців самці збираються разом, щоб зігрітися та висиджувати яйця. Вони переносять температуру, що наближається до -62 °C (-80 °F), і єдиним джерелом води є сніг, який падає на гніздо. З появою пташенят самці мають лише невелику кількість їжі, щоб годувати їх. Якщо самиця не повертається, вони повинні залишити своє пташеня та повернутися до моря, щоб прогодувати себе. До часу повернення вони не їдять протягом чотирьох місяців, тому втрачають половину своєї ваги. Пташенятам загрожує небезпека від хижих птахів, зокрема буревісника велетенського.
Матері-пінгвіни повертаються та годують своїх пташенят, водночас самці йдуть до моря (70 миль), щоб прогодувати себе. Це дає час матерям, щоб годувати дитинчат і підтримувати з ними зв'язок. На жаль, з приходом лютого шторму деякі пташенята гинуть.
Загибель пташеня трагічна, але вона дозволяє батькам повернутися до моря, щоб прогодуватися до кінця сезону розмноження. Коли мати-пінгвін втрачає своє пташеня під час сильного шторму, іноді вона намагається вкрасти пташеня іншої матері. Іноді один з батьків кидає пташеня, тоді вони розраховують на повернення іншого, який зможе розпізнати своє дитинча за його унікальним покликом. Багато батьків гинуть у подорожі від виснаження або хижаків (наприклад, морського леопарда), прирікаючи своїх пташенят у місці розмноження.
Геніальна боротьба проти голоду — це тема, що повторюється у всьому документальному фільмі. В одній сцені пташенята, які майже вмирають від голоду, отримують їжу з горлових мішечків свого батька, 11-годинне харчування у вигляді багатою білком молочної речовини, яка виділяється у разі потреби.
Потім батьки повинні доглядати пташеня ще чотири місяці, курсуючи від гнізда до моря, щоб забезпечити їжею своїх дитинчат. З настанням весни подорож стає легшою, оскільки з таненням криги відстань до моря зменшується, поки нарешті батьки не зможуть залишити пташенят самостійно піклуватися про себе.

## Виробництво
Версія DVD включає 54-хвилинний фільм «Пінгвіни та люди», знятий групою Лорана Шале та Жерома Мейсона про фільмування «Маршу пінгвінів».
Режисер та знімальна група провели понад 13 місяців на станції Дюмон-Дюрвіль, де базується Французький полярний інститут. Було відомо про одне з чотирьох місць зустрічі пінгвінів в Антарктиді, але день появи — ні, тому вони повинні були бути готовими кожен день. На щастя, того року збір був величезний — понад 1200 пінгвінів, у порівнянні з нормою в кілька сотень.
Щоб камери працювали при температурі -40°, їм довелося використовувати плівку та завантажувати зняте протягом дня, оскільки перезавантажити її зовні було неможливо. Через ізоляцію від будь-яких кіностудій для забезпечення безперервності та закінчення серійності кадрів було необхідно запам'ятовувати відзнятий матеріал.
Основним викликом для документування була погода з температурою від −50 до −60 °C (−58 і −76 °F). На світанку знімальна група проводила пів години, одягаючи шість шарів одягу, а в деякі дні вона не могла провести на вулиці понад три години. Вони працювали під час поривів вітру до 125 миль на годину, за словами режисера Жаке: «Що в деяких випадках гірше холодних температур».

## Випуск

### Міжнародні версії
Стиль документального фільму значно відрізняється між оригінальною французькою версією та кількома міжнародними варіантами.
Оригінальний французькомовний реліз містить оповідь від першої особи, ніби історію розповідають самі пінгвіни. Розповідь чергується між жінкою (Роман Борінже) та чоловіком (Шарль Берлінґ), оповідач говорить про зміну ролей самиці та самця пінгвінів, а з появою пташеня оповідь веде дитячий актор Жюль Сітрук. Цей стиль імітується в деяких міжнародних версіях. Наприклад, в угорській актори Акош Кесегі, Анна Кубік і Габор Морвай говорять за пінгвінів, німецька прокатна версія (а також показана у телевізійному ефірі у квітні 2007 року на каналі ProSieben) використовує голоси Андреи Лоевіг, Торстена Міхаеліса та Адріана Кіліана для «дублювання діалогу» пінгвінів. Цей стиль оповіді використовується також у данській та кантонській версіях DVD.
Французьким випуском займалася компанія Buena Vista International France, підрозділ «Діснея». Компанія «Дісней» також пропонувала отримати права на розповсюдження стрічки у США, але жодної угоди так і не було укладено. У січні 2005 року права на поширення англомовної версії придбав Адам Лейпциг з National Geographic Films на фестивалі документального кіно «Санденс». Він створив дистриб'юторське партнерство з Warner Bros. через їхній підрозділ Warner Independent Pictures. На відміну від французької версії, в англомовному релізі оповідь ведеться від третьої особи, її озвучив Морган Фрімен. Аналогічно австрійський канал ORF 1 використав альтернативну версію, доступну на німецькому DVD «Спеціальне видання» для трансляції у квітні 2007 року, оповідь озвучив німецький актор Скай Дю Мон. У голландському варіанті оповідь веде бельгійський комік Урбен Йосеф Сервранкс; в індійській — індійський актор Амітаб Баччан, який вів розповідь на гінді та англійською мовою, фільм має назву «Пінгвіни: Історія кохання»; польська версія розказана польським актором Мареком Кондратом; оповідач шведського варіанту — шведський актор Єста Екман. Філіппінську версію оповідає актриса Шарон Кунета, переклад здійснили Кріс Мартінес і Юджин Еваско.
Ще одна різниця між різними міжнародними версіями у музиці. В оригіналі використовується експериментальний саундтрек композитора електронної музики Емілі Саймон, тоді як в англомовній версії вона замінена на інструментальну музику Алекса Вурмана. Версія на гінді використовує музику з французької версії.

### Домашні медіа
У Франції реліз на DVD відбувся 26 липня 2005 року, у США — 29 листопада 2005 року компанією Warner Home Video. Warner Home Video не випускала його на VHS, бо «Довгі заручини» був останнім фільмом у такому форматі від Warner Independent. Однак VHS поширювали у франкомовних регіонах, зокрема Канади. Додаткова інформація на DVD стосується деяких зауважень, які отримав документальний фільм, зокрема, переосмислення документального фільму як наукового дослідження та додавання фактів до того, що в іншому випадку стало б сімейним фільмом. У випуску для другого регіону не було аудіозаписів або субтитрів англійською мовою. Так само DVD для США не містить французької версії поряд з американською.
DVD-випуск додатково містить суперечливий короткометражний мультфільм «Заяць у снігах» 1948 року, у якому Багз Банні відвідує Південний полюс і зустрічає молодого пінгвіна, який рятується від мисливця інуїта. Мультфільм не часто можна побачити через його стереотипне зображення інуїта-мисливця, але він був включений нескороченим та без цензури. У американському релізі його замінили на «Кролячу несподіванку» аналогічно без скорочення та цензури.
У листопаді 2006 року документальний фільм був адаптований у відеогру компанією DSI Games для платформ Nintendo DS і Game Boy Advance. Ігровий процес подібний до гри «Lemmings».
У 2007 році вийшла пародія «Фарс пінгвінів» як direct-to-DVD режисера та сценариста Боба Сагета. Оповідь веде Семюель Л. Джексон, пінгвінів озвучують інші зірки. Хоча у стрічці використовуються кадри з реальних документальних фільмів про пінгвінів, проте Сагета не отримав дозвіл на використання знімків з «Маршу пінгвінів».

### Сиквел
У Франції «Марш пінгвінів 2: Наступний крок» вийшов 15 лютого 2017 року за сприяння Disneynature, оповідь у ньому веде Ламбер Вільсон. Альтернативна назва «Марш пінгвінів 2: Поклик».
У США фільм вийшов ексклюзивно на Hulu 23 березня 2018 року, а Морган Фрімен повторив свою роль оповідача. Покази в кінотеатрах не відбувались. У Великій Британії фільм вийшов на DVD 5 листопада, компанія-дистриб'ютор Lionsgate Films.
Продовження було схвально прийнято, на Rotten Tomatoes його рейтинг «свіжості» становить 100 % на основі 6 відгуків критиків.

## Політичні та соціальні інтерпретації
Документальний фільм отримав політичні та соціальні коментарі, в яких пінгвіни розглядалися антропоморфно як такі, що мають схожість з людським суспільством і навіть можуть давати уроки для нього. Майкл Медвед похвалив документальну стрічку за пропагування консервативних сімейних цінностей, показавши значення стабільного батьківства. Слова Медведа викликали відгуки інших, зокрема Ендрю Саллівана, який вказував, що пінгвіни насправді є моногамними протягом лише одного року, та насправді практикують періодичну моногамію. Метт Вокер з «New Scientist» зауважив, що «усиновлення» пташенят імператорськими пінгвінами насправді є викраденнями, поведінка, яка також спостерігається серед інших видів пінгвінів: жорстоке поводження зі слабкими пташенятами, проституція і остракізм рідкісних пінгвінів-альбіносів. «Наприклад, хоча правда, що імператорські пінгвіни часто приймають пташенят один одного, вони не завжди роблять це з метою, яку б схвалили моралісти». Салліван і Вокер зробили висновок, що спроби наводити поведінку тварин як приклад для поведінки людини є помилкою.
Режисер Люк Жаке засудив подібні порівняння між пінгвінами та людьми. На запитання «Сан-Дієго юніон триб'юн» прокоментувати використання документального фільму як «метафору сімейних цінностей такі як відданість партнеру, відданість потомству, моногамія, самозречення», Жаке відповів: «Я засуджую цю позицію. Я вважаю нечесним інтелектуально нав'язувати цю точку зору на щось, що є частиною природи. Кумедно, але якщо ви візьмете моногамію як аргумент — від одного сезону до іншого, рівень розлучень, якщо хочете, становить від 80 до 90 відсотків … моногамія триває лише протягом одного репродуктивного циклу. Ви повинні дозволити пінгвінам бути пінгвінами, а людям — людьми».
Деякі суперечки з цього приводу можуть бути викликані засобами масової інформації. Річ Лоурі, редактор «Нешнл рів'ю», повідомив у своєму блозі журналу, що BBC "днями турбували мене за «Марш пінгвінів» … для чого саме, я не впевнений. Я думаю, хотіли побачити, що я сказав в ефірі, що пінгвіни — це Божі інструменти, щоб відтягнути Америку від пекельного вогню або щось подібне. Як можна ввічливіше я сказав їй: «Леді, вони просто птахи».
Ще одна суперечка стосується тих, хто вважає, що поведінку імператорського пінгвіна можна розглядати як ознаку розумного задуму, і тих, хто вважає це прикладом еволюційного шляху природного добору в дії. Стів Джонс, професор генетики Університетського коледжу Лондона, цитується так: «Прихильники розумного задуму думають, що якщо вони бачать щось, чого вони не розуміють, то це, мабуть, Бог; вони не усвідомлюють, що вони самі є частиною еволюції. Це становить інтерес для невігластва, ось чому нині його багато в американській політиці». Автор Сьюзен Джекобі у своїй книзі 2008 року «Епоха американської безрозсудливості» (стор. 26) стверджує, що розповсюджувачі фільму навмисно уникали використання слова «еволюція», щоб уникнути реакції на американських релігійних організацій, і продовжує: «Так вже вийшло, що імператорський пінгвін — це буквально хрестоматійний приклад, який наводиться на курсах біології на рівні коледжу, еволюції шляхом природного добору та випадкової мутації. …Фінансова мудрість уникати будь-якої згадки про еволюцію була підтверджена касовими зборами…».

## Сприйняття

### Критика
У США перший показ відбувся 21 січня 2005 року на кінофестивалі «Санденс». Він вийшов у Франції наступного тижня, 26 січня, де він отримав 4 зірки від AlloCiné. Протягом першого тижня за касовими зборами стрічка опинилася на другому місці, поступившись «Авіатору».
Оригінальна французька версія вийшла у канадській провінції Квебек. Згодом, 24 червня 2005 року, випустили англомовну версію в іншій частині Північної Америки. Стрічка отримала схвальні відгуки від більшості критиків, які відзначили її інформативність і чарівність. На Rotten Tomatoes вона має 94 % «свіжості». У консенсусі зазначено: «Тільки людину з черствою душею не торкне ця зворушлива документалка». Глядачі, очевидно, погодилися з цією оцінкою, оскільки стрічка відзначилася як одна з найуспішніших документальних фільмів сезону серед прокатних фільмів: вона стала другим найуспішнішою документальною стрічкою, що вийшла у Північній Америці, після фільму «Фаренгейта 9/11», який зібрав понад 77 мільйонів доларів у США та Канаді (у номінальному доларовому еквіваленті з 1982 року до тепер). «Марш пінгвінів» зібрав понад 127 мільйонів доларів у всьому світі. Це єдиний фільм Warner Independent, який отримав рейтинг G від MPAA.

### Номінації та нагороди
| Нагороди та номінації фільму «Марш пінгвінів» | Нагороди та номінації фільму «Марш пінгвінів» | Нагороди та номінації фільму «Марш пінгвінів» | Нагороди та номінації фільму «Марш пінгвінів» | Нагороди та номінації фільму «Марш пінгвінів» | Нагороди та номінації фільму «Марш пінгвінів» |
| Рік                                           | Кінофестиваль/кінопремія                      | Категорія/нагорода                            | Номінант                                      | Результат                                     |                                               |
| --------------------------------------------- | --------------------------------------------- | --------------------------------------------- | --------------------------------------------- | --------------------------------------------- | --------------------------------------------- |
| 2005                                          | Кінофестиваль у Лос-Анжелесі                  | Найкращий міжнародний фільм                   | Люк Жаке                                      | Перемога                                      |                                               |
| 2005                                          | Національна рада кінокритиків США             | Найкращі п'ять документальних фільмів         | «Марш пінгвінів»                              | Перемога                                      |                                               |
| 2005                                          | Національна рада кінокритиків США             | Найкращий документальний фільм                | «Марш пінгвінів»                              | Перемога                                      |                                               |
| 2005                                          | Спільнота кінокритиків Нью-Йорка              | Найкращий неігровий фільм                     | «Марш пінгвінів»                              | Номінація                                     |                                               |
| 2005                                          | Супутник                                      | Найкращий документальний фільм                | «Марш пінгвінів»                              | Номінація                                     |                                               |
| 2005                                          | Супутник                                      | Найкращий DVD-видання документального фільму  | «Марш пінгвінів»                              | Номінація                                     |                                               |
| 2006                                          | Оскар                                         | Найкращий документальний повнометражний фільм | Люк Жаке, Ів Дарондо                          | Перемога                                      |                                               |
| 2006                                          | БАФТА у кіно                                  | Найкраща робота оператора                     | Лоран Шале, Жером Мейсон                      | Номінація                                     |                                               |
| 2006                                          | БАФТА у кіно                                  | Найкращий монтаж                              | Сабін Еміл'яні                                | Номінація                                     |                                               |
| 2006                                          | Едді                                          | Найкращий монтаж документального фільму       | Сабін Еміл'яні                                | Перемога                                      |                                               |
| 2006                                          | Асоціація кінокритиків Чикаго                 | Найкращий документальний фільм                | «Марш пінгвінів»                              | Номінація                                     |                                               |
| 2006                                          | Сезар                                         | Найкращий звук                                | Лорен Квальо, Жерар Лам                       | Перемога                                      |                                               |
| 2006                                          | Сезар                                         | Найкраща музика до фільму                     | Емілі Симон                                   | Номінація                                     |                                               |
| 2006                                          | Сезар                                         | Найкращий монтаж                              | Сабін Еміл'яні                                | Номінація                                     |                                               |
| 2006                                          | Сезар                                         | Найкращий дебютний фільм                      | Люк Жаке                                      | Номінація                                     |                                               |
| 2006                                          | Давид ді Донателло                            | Найкращий європейський фільм                  | Люк Жаке                                      | Номінація                                     |                                               |
| 2006                                          | Європейський кіноприз                         | Нагорода глядачів: Найкращий фільм            | Люк Жаке                                      | Номінація                                     |                                               |
| 2006                                          | Золотий трейлер                               | Найкращий документальний фільм                | «Марш пінгвінів»                              | Перемога                                      |                                               |
| 2006                                          | Золотий трейлер                               | Найкраще закадрове озвучення                  | «Марш пінгвінів»                              | Перемога                                      |                                               |
| 2006                                          | Гільдія сценаристів США                       | Найкращий сценарій документального фільму     | Люк Жаке, Мішель Фесслер, Джордан Робертс     | Номінація                                     |                                               |
| 2006                                          | Молодий актор                                 | Премія ім. Джекі Кугана                       | «Марш пінгвінів»                              | Перемога                                      |                                               |